# 누르술탄 나자르바예프

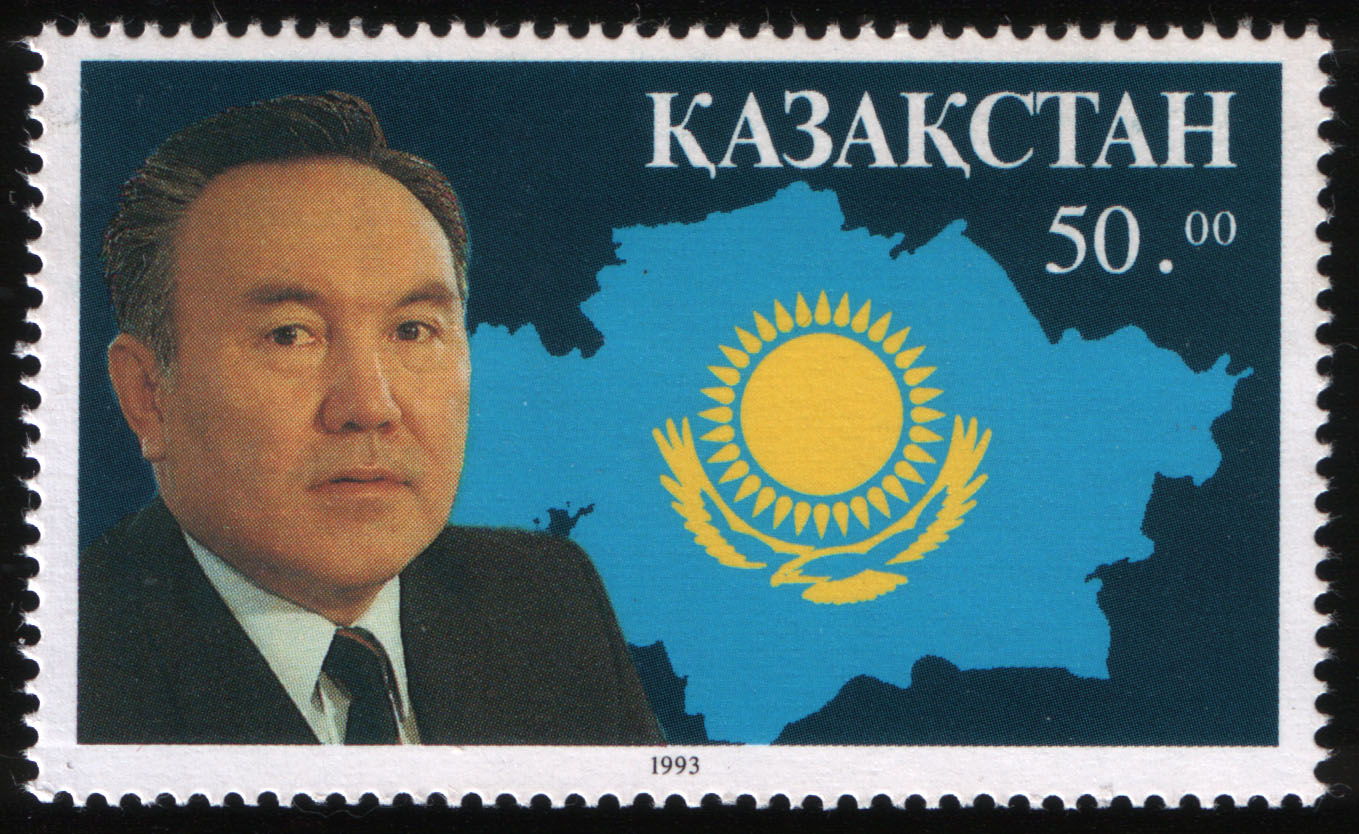
누르술탄 나자르바예프 대통령의 얼굴이 실린 카자흐스탄 우표 (1993년 발행)

누르술탄 아비셰비치 나자르바예프(카자흐어: Нұрсұлтан Әбішұлы Назарбаев 누르술탄 애비슐르 나자르바예프, 러시아어: Нурсулта́н Аби́шевич Назарба́ев, 카자흐어 발음: [nʊɾsʊɫˈtɑn æbɪ̞ɕʊˈlɯ nɑzɑɾˈbɑjev], 문화어: 누르쑬딴 나자르바예브, 1933년 7월 6일~)는 카자흐스탄의 정치인으로 초대 카자흐스탄의 대통령을 역임했다.

## 생애
나자르바예프는 1940년 7월 6일 생으로, 알마티 근처의 체몰간에 태어났다. 1962년 카라간다 야금 기술 대학교를 졸업했다.
대학 졸업 후 소련 공산당에 입당한 그는 1977년에는 소비에트 사회주의 공화국 연방 카라간다 주 공산당 위원회 서기에 임명되었으며, 나중에 제2서기에 임명되었다. 1979년, 카자흐스탄 공산당 중앙위원회 서기에 임명되었으며 1984년 카자흐스탄 소비에트 사회주의 공화국 각료회의 의장에 임명되었다.
1986년 소련 공산당 중앙위원회 위원에 임명되었으며, 고르바초프 정권하에서 중앙아시아의 대표가 되었다. 고르바초프 소련공산당 서기장은 레오니트 브레즈네프의 동지였던 딘무하메드 코나예프 카자흐당 서기장을 해임했으며, 이후 러시아인 출신의 겐나디 콜빈을 카자흐스탄 공화국 공산당 서기장으로 임명하였는데, 한때 카자흐인의 데모가 일어날 뻔했다. 1989년 6월, 카자흐스탄 공산당 중앙위원회 제1서기로 취임하였다. 1990년 7월, 소련 공산당 중앙위원회 정치국 위원에 임명되었다.

### 대통령 취임 이후
1991년 12월 16일 초대 카자흐스탄의 대통령으로 선출되었다. 1995년 4월에는 국민투표를 거쳐 그의 임기를 1999년까지 연장시켰는데, 1999년 1월 카자흐스탄 공화국 대통령 선거에서 승리하며 7년 임기로 다시 취임하였다. 이후 부정한 방법을 동원해 계속적으로 권력을 독점하여 독재자로도 평가된다.

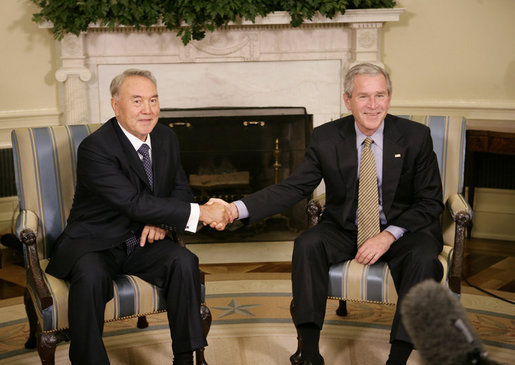
조지 W. 부시 미국 대통령과 회담하는 모습 (2006년)

2006년에 열린 카자흐스탄 공화국 대통령선거에서 압도적인 득표율로 3선에 성공했으나 야당이 이를 부정선거라고 항의했으며, 유럽계 선거감시기구도 국제 기준에 맞지 않는 선거라고 비난하였다. 당선 뒤 카자흐스탄 공화국의 국가인 나의 카자흐스탄을 스스로 수정하였으며, 야당 탄압과 언론 통제를 계속했다. 이 때 나자르바예프 대통령과 그의 가족들이 거액의 뇌물을 받았다는 의혹이 제기되었다. 특히 개헌 직후 실시된 하원 선거에서 여당인 누르 오탄(현재의 아마나트)은 모든 의석을 차지한 데 비해 다른 정당들은 단 한 석도 얻지 못했으며, 이로 인해 야당은 이를 부정선거라고 주장하였다.
2009년에는 집권 여당인 누르 오탄이 선거를 없애고 나자르바예프 대통령의 종신직을 허용하는 것을 골자로 한 헌법 개정을 추진하여 국제 사회에서 논란이 되었다. 당시 카자흐스탄 공화국 의회는 여당인 누르 오탄 의원 100%로 구성되어 있었기 때문에 헌법개정이 실시될 경우 통과가 확실시되는 것으로 알려졌다. 2010년 12월, 그를 지지하는 세력이 2012년과 2017년에 실시될 예정인 카자흐스탄 공화국 대통령 선거를 생략하는 대신 그의 임기를 2020년까지 연장하는 내용의 국민투표를 실시할 것을 제안한다.

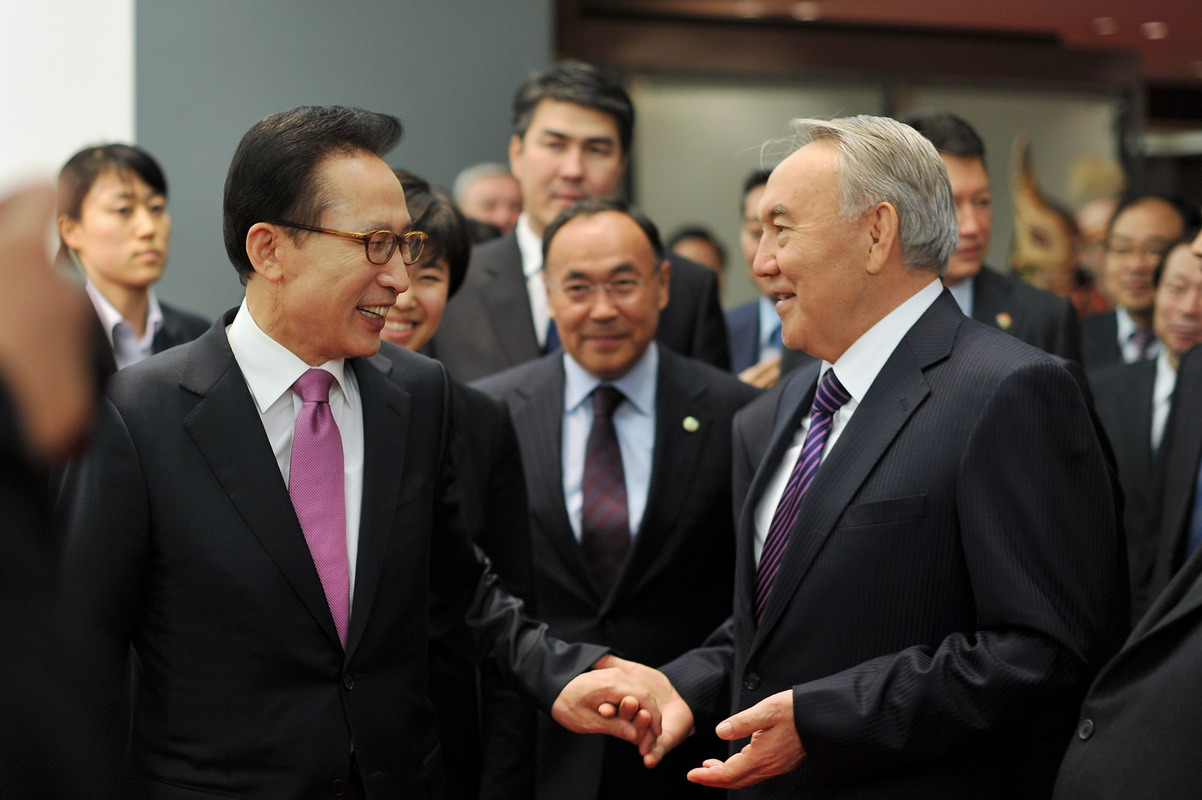
이명박 대한민국 대통령과 만나는 모습 (2010년)

2011년 1월, 카자흐스탄 공화국 유권자 과반수가 국민투표 실시에 찬성했고 여당 의원들로 구성된 카자흐스탄 공화국 의회 또한 만장일치로 카자흐스탄 공화국 헌법 개정안에 찬성한다. 하지만 서방 국가들과 야당은 카자흐스탄 공화국 헌법 개정안이 카자흐스탄 공화국의 민주주의 후퇴로 이어질 것을 우려했고 그는 결국 헌법 개정안 서명을 거부한다. 한편 카자흐스탄 공화국 헌법평의회는 1월 31일 그의 임기를 2020년까지 연장하는 내용의 카자흐스탄 공화국 헌법 개정안이 헌법위반임을 판결했으며 2월 4일에 그는 카자흐스탄 공화국 대통령 선거를 4월 3일에 실시한다는 내용의 법률에 서명하게 된다.

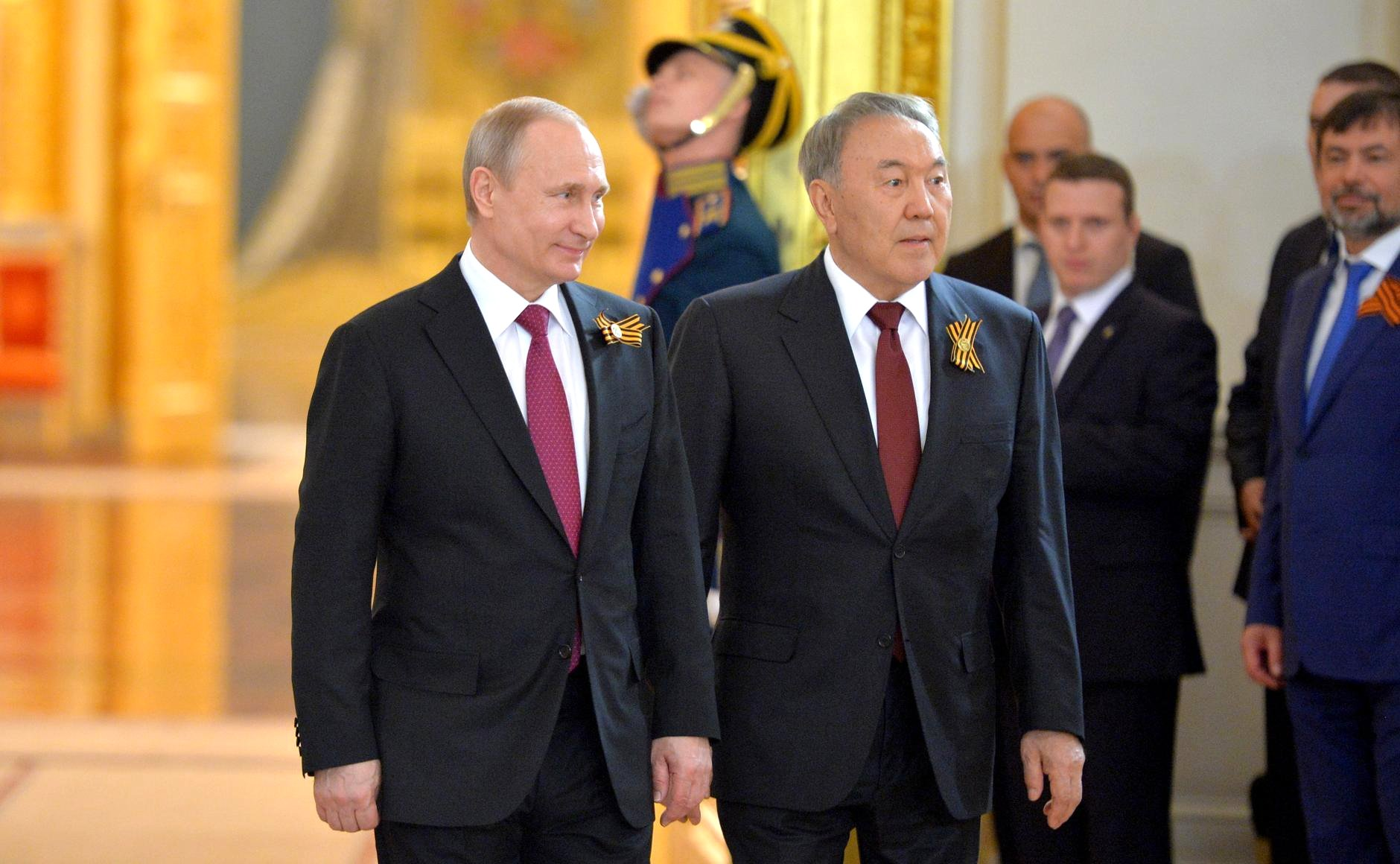
블라디미르 푸틴 러시아 대통령과 함께 (2016년)

2011년 4월 3일, 카자흐스탄 공화국 대통령 선거에서 95.5%의 득표를 얻어 압도적인 승리를 거두었고, 계속해서 카자흐스탄 공화국의 대통령을 맡게 되었다. 4년 후 2015년 4월 26일, 카자흐스탄 공화국 대통령 선거에서 97.7%의 득표를 얻어 압도적인 승리를 거두었고, 약 27년 이상 장기집권에 성공하여 카자흐스탄 공화국의 대통령을 맡게 되었다. 2015년 4월 29일, 2015년 카자흐스탄 공화국 대통령선거 결과에 따라 취임식을 가졌다.

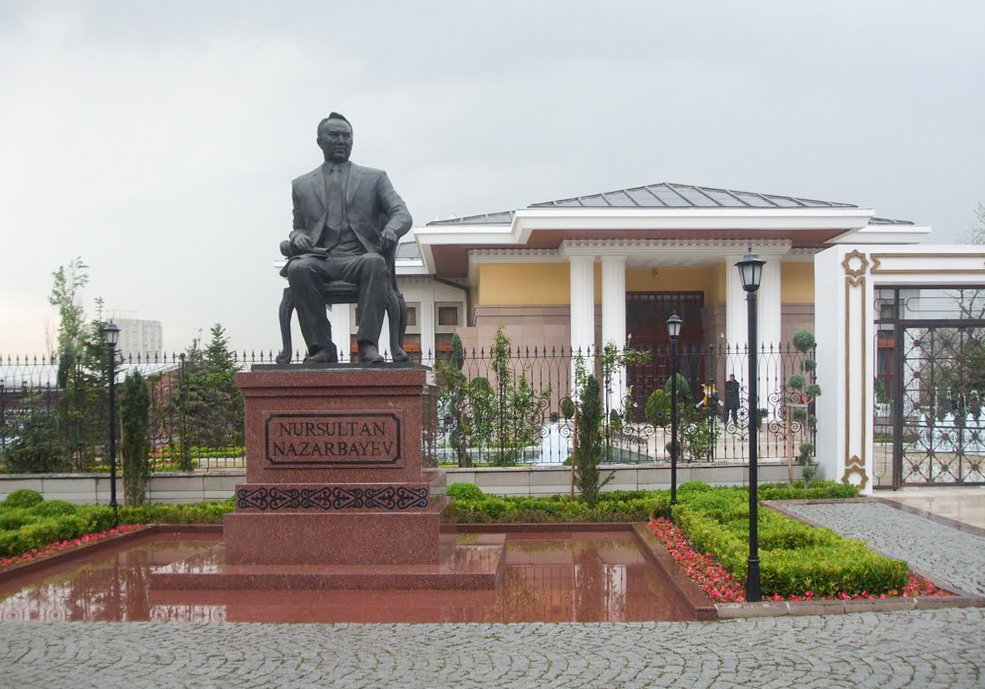
누르술탄 나자르바예프 동상

2019년 3월 20일, 누르술탄 나자르바예프가 카자흐스탄 공화국 대통령직에서 전격 사임하였다. 2019년 3월 23일, 아스타나 시의 이름을 그의 이름으로부터 따와 누르술탄으로 바꾸는 것이 결정되었다. 2021년 4월 23일부터 2022년 1월 5일까지 카자흐스탄 공화국 민족대회 명예회장으로 있었다. 2021년 11월 23일에 집권여당인 누르 오탄의 당총재직을 카심조마르트 토카예프 현직 대통령에게 넘겨주고 자신은 당명예총재로 물러앉았다. 2022년 1월 5일에 4일 전에 발생한 알마티에서 일어난 액화석유가스 가격 폭등 항의 시위가 전국적인 소요사태 및 대통령 축출 미수 사건으로 확산시킨 것에 책임을 물어 카심조마르트 토카예프 대통령이 초대 대통령이자 전직 대통령인 누르술탄 나자르바예프를 자진사퇴 방식으로 카자흐스탄 공화국 안전보장이사회 종신이사장, 카자흐스탄 공화국 명예상원의원, 카자흐스탄 공화국 헌법평의회 종신위원, 카자흐스탄 공화국 민족대회 명예회장, 튀르크국가기구 명예회장, 누르오탄 당명예총재, 민족지도자 등 공직에서 모두 강제해임하여 완전히 물러났다. 2022년 6월 5일에 헌법개정 국민투표로 인해 민족지도자 직함과 민형사상 종신면책특권을 완전히 박탈당했다. 2023년 1월 11일에 카자흐스탄 헌법재판소에서 초대 대통령에 관한 헌법적 법률을 상대로 내린 위헌판결로 인해 민족지도자 칭호를 완전히 최종적으로 영구 삭탈당함과 동시에 카자흐스탄 명예상원의원직도 정식으로 완전히 영구 박탈당했다.

## 역대 선거 결과
| 선거명      | 직책명                  | 대수 | 정당              | 득표율 | 득표수      | 결과 | 당락 |
| ----------- | ----------------------- | ---- | ----------------- | ------ | ----------- | ---- | ---- |
| 1990년 선거 | 카자흐스탄 SSR의 서기장 | 1대  | 카자흐스탄 공산당 | 94.63% | 317표       | 1위  |      |
| 1991년 선거 | 카자흐스탄의 대통령     | 1대  | 무소속            | 98.78% | 8,681,276표 | 1위  |      |
| 1999년 선거 | 카자흐스탄의 대통령     | 1대  | 무소속            | 80.97% | 5,846,817표 | 1위  |      |
| 2005년 선거 | 카자흐스탄의 대통령     | 1대  | 오탄              | 91.15% | 6,147,517표 | 1위  |      |
| 2011년 선거 | 카자흐스탄의 대통령     | 1대  | 누르 오탄         | 95.55% | 7,850,958표 | 1위  |      |
| 2015년 선거 | 카자흐스탄의 대통령     | 1대  | 누르 오탄         | 97.75% | 8,833,250표 | 1위  |      |